# Beris chalybata
Beris chalybata är en tvåvingeart som först beskrevs av Forster 1771.  Beris chalybata ingår i släktet Beris och familjen vapenflugor. Inga underarter finns listade i Catalogue of Life.

## Bildgalleri

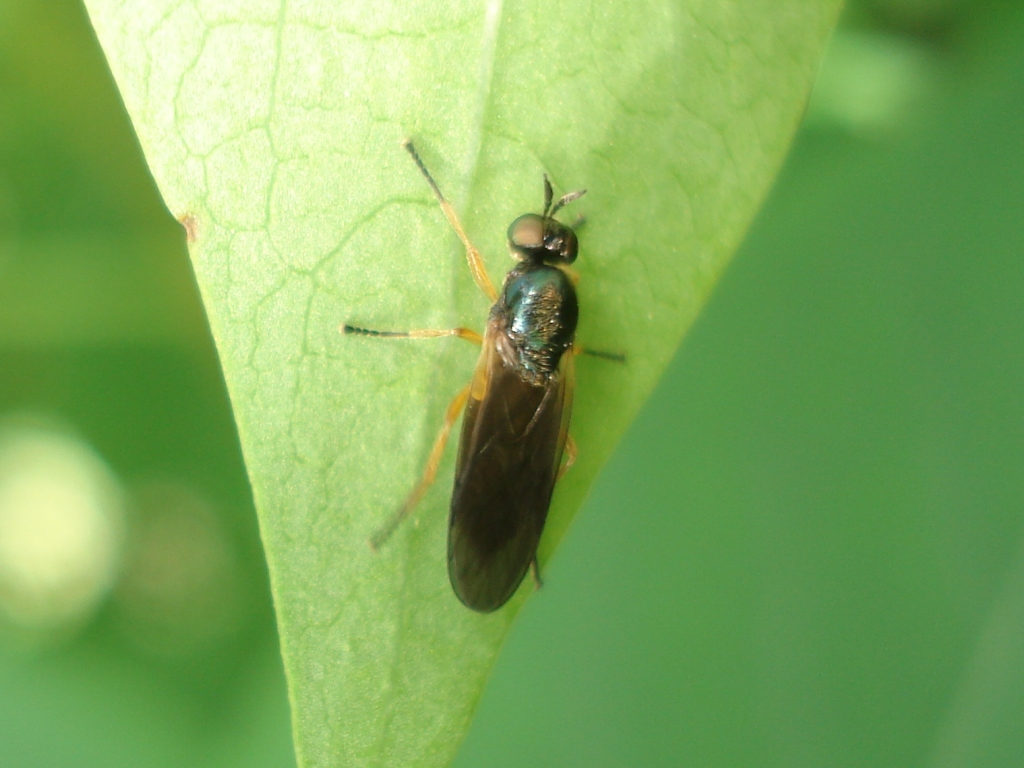